# Leave It Alone (Living Colour)
Leave It Alone is een nummer van de Amerikaanse rockband Living Colour uit 1993. Het is de eerste single van hun derde studioalbum Stain.
Volgens frontman Corey Glover gaat "Leave It Alone" over jezelf blijven en je eigen pad blijven volgen. Het nummer flopte in Amerika, maar werd wel een bescheiden hit in het Verenigd Koninkrijk en Nederland. In de Nederlandse Top 40 bereikte het de 28e positie.
Ondanks het magere succes in Amerika, werd het nummer in 1994 genomineerd voor een Grammy Award voor Best Hard Rock Performance.